# Hieronyma crassistipula
Hieronyma crassistipula är en emblikaväxtart som beskrevs av Ignatz Urban. Hieronyma crassistipula ingår i släktet Hieronyma och familjen emblikaväxter. Inga underarter finns listade i Catalogue of Life.